# Sarah Logan
Sarah Bridges (ur. 9 września 1993 w Jeffersonville w Indianie) – amerykańska profesjonalna wrestlerka, obecnie występująca w federacji WWE w brandzie SmackDown pod pseudonimem ringowym Sarah Logan.

## Kariera profesjonalnej wrestlerki

### Federacje niezależne (2011–2016)

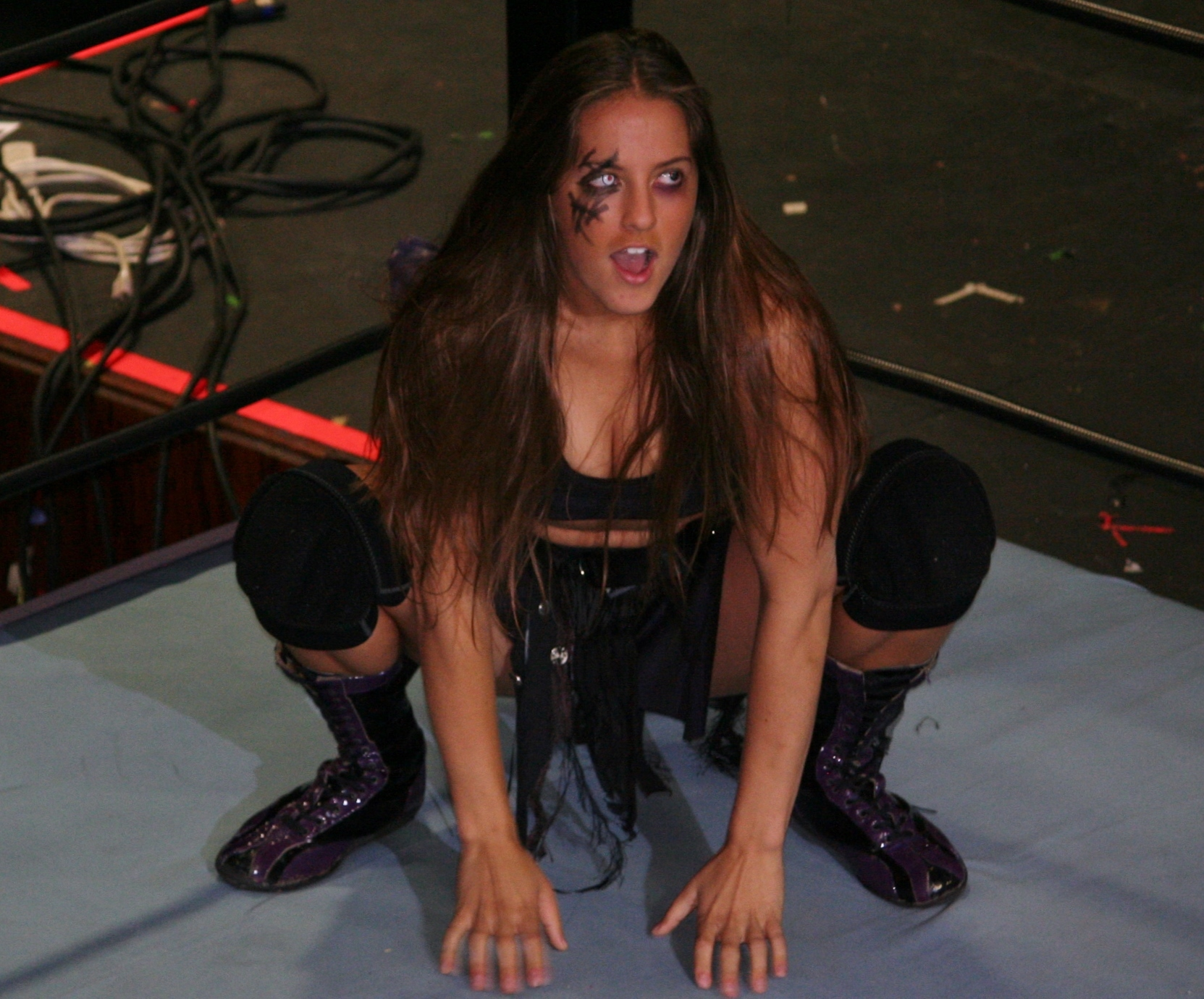
Crazy Mary Dobson w ringu podczas gali Queens of Combat w 2014.

Bridges zaczęła karierę w 2011 występując pod pseudonimem ringowym Crazy Mary Dobson, gdzie pierwszą walkę stoczyła z Mickie Knuckles w federacji IWA East Coast. W pierwszym wystąpieniu dla promocji APWA przypięła Viper w ten-woman tag team matchu. Dobson walczyła w wielu federacjach niezależnych w Stanach Zjednoczonych i Europie, między innymi w D1W, WCCW, APWA, UWF, ICW, WxW, JCW, SHIMMER, ROH i wielu innych. 21 lutego 2015 podczas gali JCW Take Me Home Show, Brides wraz z Mad Man Pondo pokonała The Hooligans (Devina Cuttera i Masona Cuttera) zdobywając JCW Tag Team Championship.

### WWE

#### Pierwsze wystąpienia (2014–2015)
Bridges pojawiła się kilka razy w WWE pomiędzy 2014 i 2016 występując w różnych charakterach, między innymi po raz pierwszy 1 września 2014 podczas tygodniówki Raw jako wizażystka The Miza, zaś dwa miesiące później jako kierowniczka koncesji. W 2015 wystąpiła w reklamie Niagara tworzonej przez The Miza i Damiena Mizdowa. Kilkukrotnie pojawiła się jako maskotka Adama Rose'a. Zadebiutowała 29 kwietnia 2015 w rozwojowym brandzie NXT jako Sarah Dobson, gdzie przegrała z Becky Lynch. Kontynuowała sporadyczne wystąpienia w tymże brandzie przegrywając między innymi z Bayley i Alexą Bliss.

#### NXT i turniej Mae Young Classic (2016–2017)
19 października 2016 zostało ogłoszone, że Bridges została zakontraktowana przez WWE i rozpocznie kolejne treningi w WWE Performance Center. 17 listopada wystąpiła podczas WrestleMania 33 Ticket Party pokonując Macey Estrellę. 11 stycznia podczas odcinka tygodniówki NXT po raz pierwszy wystąpiła w telewizji pod swoim prawdziwym imieniem i nazwiskiem, gdzie wraz z Macey Evans przegrała z Billie Kay i Peyton Royce w tag-team matchu. Bridges powróciła 7 czerwca jako Sarah Logan i została pokonana w singlowym starciu z Royce. 25 października podczas gali NXT wzięła udział w battle royalu o miano pretendentki do zawieszonego NXT Women's Championship podczas gali NXT TakeOver: WarGames, lecz nie wygrała pojedynku, co również było jej ostatnim wystąpieniem w brandzie NXT.
16 czerwca Logan została ogłoszona jedną z pierwszych czterech uczestniczek nadchodzącego turnieju Mae Young Classic. 28 sierpnia została wyeliminowana w pierwszej rundzie przez Mię Yim. 11 września podczas finałowego odcinka wystąpiła w specjalnym six-women tag team matchu, gdzie z Santaną Garrett i Marti Belle przegrały z Tessą Blanchard, Kay Lee Ray i Jazzy Gabert.

#### SmackDown (od 2017)
Logan zadebiutowała w brandzie SmackDown u boku Liv Morgan i Ruby Riot podczas tygodniówki SmackDown Live z 21 listopada. Zaatakowały wspólnie Naomi, Becky Lynch, a także w późniejszej części gali Natalyę i posiadaczkę WWE SmackDown Women’s Championship Charlotte Flair, wskutek czego trio stało się antagonistkami.

## Styl walki
- Finishery
  - Split-legged moonsault
- Inne ruchy
  - Jako Sarah Logan
    - Front dropkick[6][7][13]

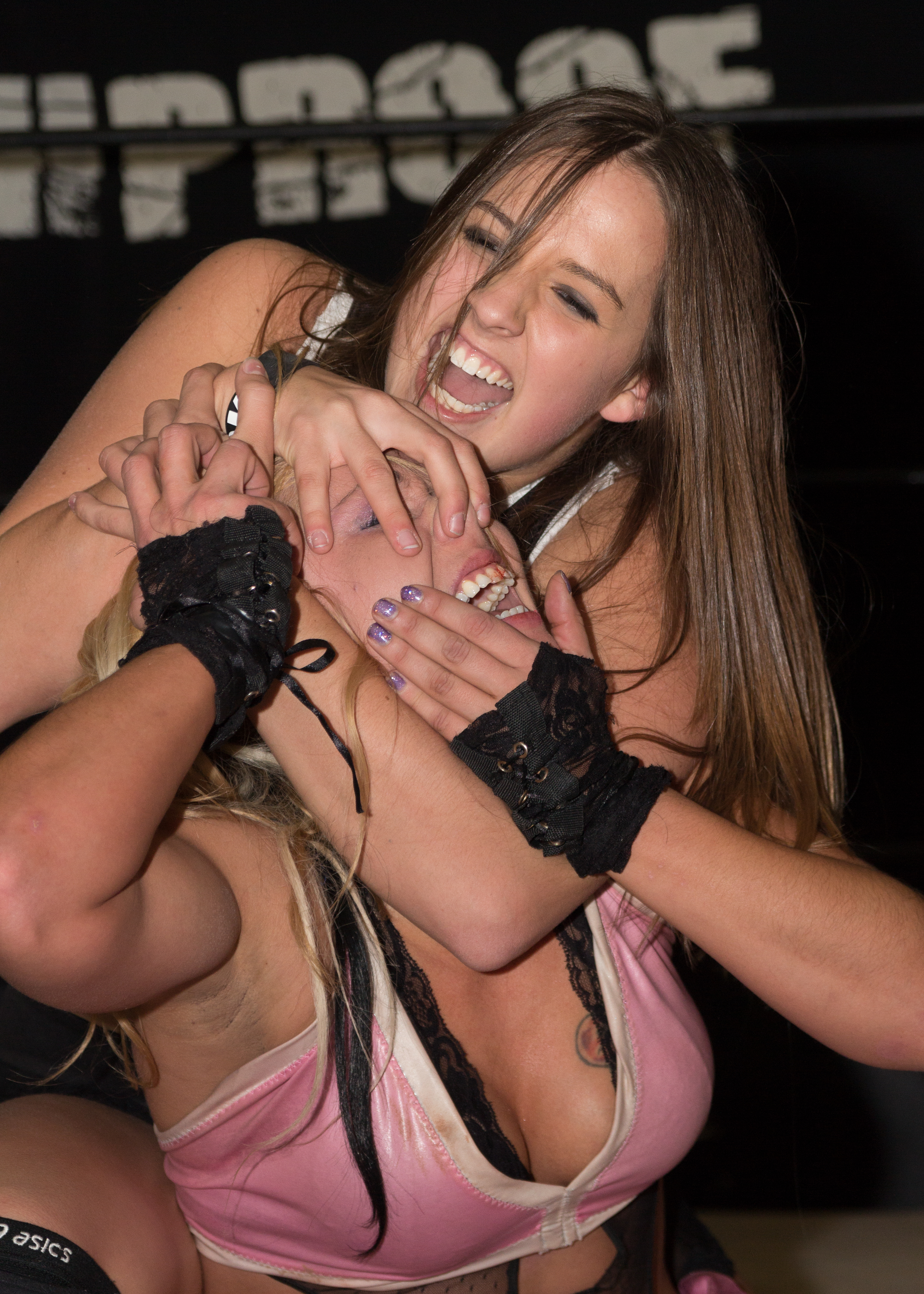
Dobson walcząca z Jewells Malone w listopadzie 2013.

    - Fireman's carry takeover wraz z dodaniem dźwigni armbar[7][13]
    - German suplex[13]
    - Headbutt[7][10]
    - Low front dropkick[10]
    - Wielokrotne knife edge chopy i ciosy[10][13]
    - Overhead kick[6]
    - Shining wizard[7][13]

  - Jako Crazy Mary Dobson
    - Hail Mary (Reverse handstand przeistaczany w knee drop na klęczącym przeciwniku)

## Mistrzostwa i osiągnięcia
- American Pro Wrestling Alliance
  - APWA World Ladies Championship (1 raz)[14]
- Juggalo Championship Wrestling
  - JCW Tag Team Championship (1 raz) – z Mad Man Pondem[15]
- Pro Wrestling Illustrated
  - PWI umieściło ją na 41. miejscu w top 50 wrestlerek rankingu PWI Female 50 w 2016[16]
- Resistance Pro Wrestling
  - Samuel J. Thompson Memorial Women's Tournament (2015)[17]
  - RPW Women's Championship (1 raz)[18]